# 中川恵一
中川 恵一（なかがわ けいいち、1960年5月6日 - ）は日本の医学者である。専門は放射線医学。東京大学大学院医学系研究科
帝京大学医学部助教の加藤大基は、東京大学医学部附属病院放射線科での部下。

## 経歴
- 1960年 - 東京生まれ
- 1979年 - 暁星高等学校卒業、東京大学理科三類入学、同期入学に岡本卓、和田秀樹等
- 1985年 - 同医学部放射線医学教室入局
- 1989年 - スイスPaul Scherrer Institute客員研究員
- 1993年 - 東京大学医学部附属病院放射線科医員
- 1996年 - 博士（医学）
- 1997年 - 東京大学大学院医学系研究科生体物理医学専攻放射線大講座講師
- 2002年 - 同講座助教授
- 2005年 - 東京大学医学部附属病院緩和ケア診療部長（兼任）
- 2007年 - 同講座准教授
- 2021年 - 東京大学大学院医学系研究科　総合放射線腫瘍学講座　特任教授

## 著作
- 自分を生ききる - 日本のがん治療と死生観（共著：養老孟司）--小学館 2005.7
- ビジュアル版 がんの教科書 --三省堂 2006.5
- 命と向き合う - 老いと日本人とがんの壁（共著：養老孟司、和田秀樹）--小学館 2006.12
- 切らずに治すがん治療 - 最新の「放射線治療」がわかる本 --法研 2007.6
- がんのひみつ --朝日出版社 2008.1
- 死を忘れた日本人 --朝日出版社 2010.5
- がんの練習帳（新潮新書）--新潮社 2011.4
- 放射線医が語る - 被ばくと発がんの真実 --KKベストセラーズ 2012.1
- 低線量被爆のモラル（共著：一ノ瀬 正樹、伊東 乾、影浦 峡、児玉 龍彦、島薗 進）--河出書房新社 2012.2
- 放射線医が語る - 福島で起こっている本当のこと --KKベストセラーズ 2014.9
- 知れば怖くない本当のがんの話 --中央公論新社 2017.2
- 最強最高のがん知識 --海竜社 2017.8
- がんは働きながら治す!  --労働調査会出版局 2018.2
- 養老先生、病院へ行く --エクスナレッジ 2021.4

日本経済新聞：コラム「がん社会を診る」、毎日新聞：コラム「がんのヒミツ」を連載